# Gongylidiellum tennesseense
Gongylidiellum tennesseense är en spindelart som beskrevs av Alexander Petrunkevitch 1925. Gongylidiellum tennesseense ingår i släktet Gongylidiellum och familjen täckvävarspindlar. Inga underarter finns listade i Catalogue of Life.